# Glándulas de Tyson
Las glándulas de Tyson o glándulas prepuciales se encuentran en algunos mamíferos, y su función principal es la producción de feromonas y la lubricación.
Las glándulas prepuciales o de Tyson en el cuerpo humano son descritas como glándulas sebáceas modificadas ubicadas más frecuentemente en el surco balanoprepucial, a pares a los costados del frenillo o en la zona de unión del prepucio con el glande: cuello del pene, corona del glande y capa interna del prepucio. Sus células son responsables de algunos componentes del esmegma; pueden ser seborreicas y tienden a desaparecer o perder visibilidad con la edad.

## Homólogo humano
Existe la controversia respecto de la existencia de homólogos funcionales de estas glándulas en los humanos.
Algunos detractores sostienen que el humano no tiene un equivalente anatómico real de estas glándulas y que las formaciones observadas en la corona, frenillo y prepucio son en realidad pápulas perladas, sosteniendo también que no están involucradas en la formación de esmegma (timor repulsae).